# Juan Ismael
Ismael Ernesto González Mora, conocido artísticamente como Juan Ismael (La Oliva, 19 de diciembre de 1907-Las Palmas de Gran Canaria, 24 de agosto de 1982) fue un pintor y poeta español, el principal representante, junto con Óscar Domínguez, del surrealismo canario. 

## Biografía
Estudió en la Escuela de Artes y Oficios de Santa Cruz de Tenerife y en la Escuela de Arte Luján Pérez de Las Palmas. Su primer trabajo fue en un laboratorio fotográfico, donde nació también su interés por la fotografía. Interesado desde joven en el arte, se movió en el círculo de la revista Gaceta de Arte y entabló amistad con los poetas Pedro García Cabrera y Emeterio Gutiérrez Albelo; este último le presentó a Óscar Domínguez. En 1928 realizó su primera exposición individual en el Teatro Circo de Marte de Santa Cruz de La Palma y, desde 1930, expuso varias veces en el Círculo de Bellas Artes de Tenerife.
En 1929 colaboró como ilustrador en el diario Hespérides y, en 1930, fue cofundador de la revista Cartones. Ese mismo año escribió un poemario titulado Amor verano amor.
En 1931 fue pensionado por el Cabildo Insular para estudiar en Madrid, donde fue alumno de José Aguiar e Hipólito Hidalgo de Caviedes. En 1933 expuso en el Ateneo de Madrid. En esos años se centró sobre todo en el paisaje, especialmente del litoral sur de Tenerife. En 1936 participó en la Exposición Logicofobista organizada por el grupo ADLAN en Barcelona. Esos años aprendió también cerámica en la Escuela de Cerámica de Segovia, oficio que le permitió ejercer de profesor en la Escuela de Cerámica de Madrid, pasada la Guerra Civil. Durante la contienda vivió un tiempo en Salamanca y Bilbao. De regreso a Madrid trabajó como escenógrafo para el Teatro Español Universitario.
Durante los años 1930 se movió en un surrealismo que oscilaba entre una figuración de formas mineralizadas y biomórficas, con cierta influencia de Maruja Mallo (Amor hasta los huesos, 1935, paradero desconocido), y un tipo de figuración más onírica, influida por Salvador Dalí y Óscar Domínguez, aunque de formas más simplificadas y con claros referentes literarios (Los habitantes del jardín, 1935, colección privada).
En 1941 participó en una exposición de pintura surrealista en la Galería Delclaux de Bilbao, que no tuvo mucha repercusión. En 1943 estuvo presente en la Exposición de Artistas de la Provincia de Tenerife organizada por el Museo de Arte Moderno. Poco después fue denunciado anónimamente de masonería y condenado a dos años de prisión, pena que fue conmutada por un destierro en Canarias. De vuelta a Madrid, mantuvo contactos con el postismo y entabló amistad con el poeta Carlos Edmundo de Ory. De regreso a Canarias, se instaló en Santa Cruz de Tenerife, donde en 1947 fundó con José Julio Rodríguez el grupo Pintores Canarios Independientes, que gozó de escasa proyección.
Dedicado también a la poesía, en 1944 fue cofundador de la revista de poesía Mensaje y, en 1946, publicó el poemario El aire que me ciñe. En 1949 fue nombrado director de la Galería Wiot en Las Palmas. Ese año casó con la violinista Nieves Encarnación González Súñer (Nieves Gas). En los años 1950 colaboró como crítico en varios periódicos con el seudónimo de Pablo Barquín.
En 1951 se englobó en el grupo LADAC (Los Arqueros del Arte Contemporáneo), junto con Manolo Millares, Felo Monzón, Plácido Fleitas, José Julio Rodríguez, Elvireta Escobio y Alberto Manrique, un grupo de artistas que, aún con ciertas reminiscencias del surrealismo, buscaban una nueva singladura en la vanguardia de su tiempo. Entre 1956 y 1959 vivió en Barcelona, donde creó una empresa de decoración, que fracasó. En 1959 viajó a Venezuela, donde residió hasta 1966. Allí trabajó como ilustrador para una empresa publicitaria y como delineante en un estudio de arquitectura. A su regreso residió un tiempo en Madrid, hasta que, en 1968, regresó a Las Palmas. Trabajó entonces como profesor de dibujo en los institutos de bachillerato de Agüimes y Tafira, así como en la Escuela Luján Pérez.
Su obra desde los años 1940 se desarrolló con un hilo de continuidad desde su etapa anterior, con paisajes y figuras de corte onírico, con fuerte presencia del vacío y el silencio, aunque con el tiempo se interesó más por los valores pictóricos y el cromatismo, especialmente por la luminosidad, una luz contrastada que recuerda la obra de Jorge Oramas. También se interesó por el fotomontaje, al modo de Max Ernst y Nicolás de Lekuona. Desde los años 1960 se enmarcó más en la abstracción, con motivos de aspecto vegetal y cierta tendencia indigenista. Pasada esta etapa volvió al surrealismo, de nuevo con influencia daliniana, así como de Yves Tanguy, con espacios indefinidos de superficies pétreas y aspecto nacarado, con figuras aisladas de aire fantástico.
En 1970 participó en la Exposición Conmemorativa de ADLAN 1932-1936 en Barcelona. Ese año obtuvo la Primera Medalla en la XIV Exposición Bienal Regional de Bellas Artes organizada por el Gabinete Literario de Las Palmas de Gran Canaria. En 1974 realizó la exposición Juan Ismael. Pinturas en la sala Tahor de Las Palmas de Gran Canaria. Al año siguiente participó en la muestra colectiva Surrealismo en España en la Galería Multitud de Madrid.
En 1977 publicó Chalet de O'Gorman, un adelanto de lo que sería un recopilatorio de su obra poética que no surgiría hasta después de su muerte, titulado Dado de lado (1992).
En Puerto del Rosario se constituyó en su memoria el Centro de Arte Juan Ismael.